# George Ulrich von Lettow
George Ulrich von Lettow, auch Georg Ulrich von Lettow, (* 1714 in Pommern; † 1. Januar 1792 in Natelfitz) war ein preußischer Rittergutsbesitzer und Landrat des Kreises Greifenberg.

## Leben
Er stammte aus der pommerschen uradligen Familie von Lettow. Sein Vater George Heinrich von Lettow (1668–1732) war promovierter Theologe und Konsistorialrat. Seine Mutter Elisabeth Juliane (1690–1754) war eine geborene von Versen.
George Ulrich von Lettow studierte ab 1734 an der Brandenburgischen Universität Frankfurt.
1739 wurde er als Nachfolger des verstorbenen Ernst Ludwig von Voigt zum Landrat des Kreises Greifenberg gewählt. 1755 erhielt er den Titel eines Geheimen Rates. Nach seinem Tode 1792 folgte ihm Adam von Grape in das Amt des Landrates des Kreises Greifenberg.
Seit 1738 gehörte ihm das Rittergut Natelfitz, zunächst gemeinsam mit einem Vetter, ab 1773 dann allein. Daneben gehörte ihm ein Teil von Wendisch Pribbernow.
George Ulrich von Lettow war in erster Ehe mit Eleonore Sophie (1717–1748), einer geborenen von Kameke, verheiratet. Nach ihrem Tod heiratete er Beate Catharine (1719–1802), eine geborene von Schmiedeberg und verwitwete von der Osten.